# Brevipalpus theae
Brevipalpus theae är en spindeldjursart som beskrevs av Ma och Yuan 1977. Brevipalpus theae ingår i släktet Brevipalpus och familjen Tenuipalpidae. Inga underarter finns listade.